# José Ángel Regla Nava

## José Ángel Regla Nava
José Ángel Regla Nava (Guadalajara, Jalisco) es un químico farmacobiólogo, investigador y profesor mexicano en el Centro Universitario de Ciencias de la Salud (CUCS) de la Universidad de Guadalajara. Sus áreas de estudio incluyen virología e inmunología, con énfasis en virus emergentes y estrategias antivirales.

## Biografía
Regla Nava realizó el bachillerato en la Preparatoria No. 2 de la Universidad de Guadalajara y obtuvo su título de Químico Farmacobiólogo en la misma institución, donde inició su trabajo en el Centro de Investigación Biomédica de Occidente (CIBO).
Completó la maestría (2010) y el doctorado (2015) en Biología Molecular y Celular en la Universidad Autónoma de Madrid, recibiendo mención honorífica. Posteriormente realizó un posdoctorado en Virología e Inmunología en el La Jolla Institute for Immunology, Estados Unidos.
Actualmente es profesor e investigador en el CUCS, miembro del Sistema Nacional de Investigadores (Nivel II), con perfil PRODEP, y pertenece a sociedades científicas como la Sociedad Americana de Virología, la Sociedad Americana de Inmunología, la Sociedad Mexicana de Bioquímica y la Red Mexicana de Virología.

## Investigación
Ha trabajado en el estudio de virus emergentes, incluyendo Zika, dengue, Mpox, VIH, virus de hepatitis, VPH y coronavirus como MERS-CoV, SARS-CoV-1 y SARS-CoV-2.
Sus investigaciones han sido publicadas en revistas científicas revisadas por pares, incluyendo:
- Nature Communications
- ACS Nano
- Trends in Microbiology
- Cell Stem Cell

También ha participado como revisor y editor invitado en revistas científicas y ha dirigido tesis de licenciatura y posgrado.

## Colaboraciones
Ha colaborado con instituciones como el La Jolla Institute for Immunology y la Universidad CEU Cardenal Herrera de Valencia, así como con universidades de Nayarit, Aguascalientes y Sinaloa.

## Divulgación
Durante la pandemia de COVID-19 participó en actividades de divulgación científica a través de medios como Telemundo, Canal 44 y Radio UdeG, y colaboró en la Sala de Situación del CUCS en temas de salud pública.

## Reconocimientos
En 2023 recibió el Premio Jalisco en el ámbito científico, otorgado por el Gobierno del Estado de Jalisco.